# Llorenç Castelló Garriga
Llorenç Castelló Garriga (Barcelona, 1976) és un director coral i docent musical català. Des del setembre del 2014 és el director de l'Escolania de Montserrat.

## Biografia
El setembre de 1986 entrà a l'Escolania de Montserrat, on inicià els seus estudis musicals sota el mestratge i direcció d'Ireneu Segarra. En acabar la seva estada a l'Escolania el 1990, continuà els seus estudis musicals. Obtingué el títol superior de llenguatge musical pel Conservatori Superior de Música del Liceu i, en aquest conservatori, també, estudià composició, instrumentació i piano. El piano, l'estudià amb Anna Maria Cabrera i cant amb Xavier Torra. Realitzà també diferents cursos de direcció coral i d'orquestra amb Pep Prats, Elisenda Carrasco i Manel Valdivieso, entre d'altres. Formà part del grup-espectacle Wimoweh: Els camins de la veu del servei educatiu de l'Auditori de Barcelona.
També fou el director de l'Orfeó de Sabadell del 2005 al 2013, i del Cor Montserrat de Terrassa del 2007 al 2010, de la Capella de Música de Montserrat (cor d'homes que acompanya habitualment l'Escolania) i, actualment, de l'Escolania de Montserrat des del setembre de 2014. També és professor del Departament de Didàctica de la Música a la Universitat Autònoma de Barcelona.